# 6호 전차 티거
6호 전차 티거(Tiger I)는 제2차 세계 대전 중의 나치 독일이 프로토타입 전차인 VK 36.01 (H)를 개발하고 이를 수정해 양산하여 운용한 중(重)전차이다. 또한 6호 전차 티거는 소련군의 최신 중형전차인 T-34에 대응하기 위해 설계되었으며, 6호 전차 티거 최초의 독일 공식 명칭은 Panzerkampfwagen VI Ausführung H(판처캄프바겐 젝스 아우스퓌룽 하); 줄여서 'Pz.Kpfw. VI Ausf. H'였는데, 다시 1943년 3월에 'H(하)'에서 'E(에)'로 명명되었다. 하지만 사람들은 정식 명칭보다는 '티거(Tiger, 호랑이)'라는 별칭으로 불렀고 1944년 2월 총통 아돌프 히틀러의 명령으로 정식명칭에 Tiger가 들어가서 Pz.Kpfw. VI Tiger Ausf. E가 되었다. 또한, 이 전차는 군수품 목록상 'Sonderkraftfahrzeug 181; 줄여서 Sd.Kfz. 181'이라는 명칭을 가지고 있었다. 티거라는 별명의 기원은 폭스바겐사(社)와 포르쉐사의 창업자 페르디난트 포르셰(Ferdinand Porsche) 공학박사에 의해 붙여진 것이 시작이지만 생산은 경쟁 회사인 헨셸사에서 이루어졌으며 티거의 엔진은 마이바흐사에서 개발했다. 티거는 후에 새로운 차체의 6호 전차 B형 티거 2(Tiger II) 중전차가 생산되고 나서부터는 서로 구분을 위해 티거에 로마숫자 'I'이 덧붙여져 Tiger I(티거 1)로 불리게 되었다.
티거는 1942년 말 독소전쟁 중 동부전선의 레닌그라드 공방전부터 배치되어 1945년에 전쟁이 끝날 때까지 많은 활약을 펼쳤다. 티거의 차체설계는 슈트룸티거 돌격전차와 베르게티거 구난전차의 기본이 되었는데 이러한 무포탑 전차들은 포탑이 심하게 파손된 채 회수된 티거를 재활용하여 만들기도 했다.
티거는 제2차 세계 대전 중의 가장 중무장되고 중장갑으로 잘 방호되었으며 전술기동력이 뛰어난 중전차였으나, 약간의 심각한 결점을 갖고 있었다. 평평한 장갑판은 소련 T-34의 경사장갑에 비해 단순했고, 충분한 방호력을 제공하기 위해 무게가 엄청나게 증가해야 했다. 무거운 중량은 현가장치에 부담을 주었고, 복잡한 구조는 정비를 어렵게 했다. 정교한 변속장치는 파손되기 쉬웠다. 중형전차들에 비해서는 엔진의 신뢰성도 좋지 못했다.
현재 전 세계 박물관에 남아 있는 티거는 손으로 꼽을 정도이며, 그중에서 가장 유명한 것은 영국 보빙턴 전차 박물관에서 소장 중인 131호 차량이다. 131호 차량은 복원 작업을 마치고 기동 가능한 유일한 티거 1인데, 진짜 엔진은 빼고 티거 2의 엔진을 넣었다. 131호 티거는 1943년 튀니지에서 영국 제48왕립전차연대에게 노획된 차량이다.

## 설계

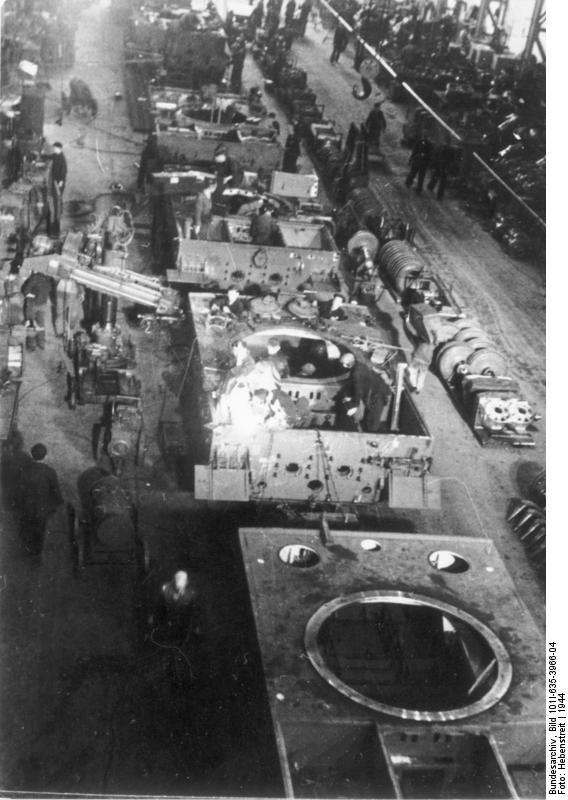
조립중인 티거 1

티거는 그 설계와 철학에서 이전의 독일 전차와는 원칙적으로 다른 혁신적인 독일 전차였다. 이전의 설계에서는, 기동성, 방어력, 화력의 균형을 맞추었다. 티거는 기동성을 희생하면서 화력과 장갑에 중점을 두는 새로운 접근을 선보였다. 히틀러의 지시도 있었으나 독일 군사과학자들은 원래부터 다른 전차들과는 달리 기동성은 비록 떨어져도 화력, 방어력, 그리고 질적인 면에서 최우수한 전차의 필요성을 느끼던 터였다. 특히 소련의 KV-1 중전차가 전쟁터에 선보이면서 그 필요성은 더더욱 굳혀졌다. 원래 새로운 중전차를 위한 설계 연구는 생산계획 없이 1930년대에 시작되었으나 독소전쟁 개전 이후 소련의 KV-1 전차의 성능은 티거의 개발에 실질적인 자극이 되었다. 기본적인 설계는 기존 중형전차인 4호 전차와 대체적으로 비슷하였으나, 티거는 중량이 그 2배였다. 이는 새 전차의 더 두꺼운 장갑, 더 크고 뛰어난 주포의 장착으로 증대된 체급에 따른 무게에 따라 결과적으로 더 커져야만 했던 연료 탱크, 탄약고, 엔진, 더 견고하게 제작된 동력전달장치와 현가장치 때문이었다.

### 장갑
티거의 장갑 두께는 차체 전면 100 mm에 포탑 전면 120 mm였고, 티거의 측면과 후면 장갑의 두께는 80 mm였고, 측면 하단은 60 mm였다. 천장과 바닥은 25 mm 두께였다. 1944년 생산분부터는 포탑 천장 두께가 40 mm로 두꺼워졌다. 대체적으로 평평했으나 장갑끼리의 이음매는 계단 형식으로 서로 맞물렸고, 접합에는 리벳 대신 용접이 사용되는 등, 높은 수준으로 제작되어 티거의 장갑은 당대 일반적인 전차들에 비해 더 견고하다고 평가된다.

### 도하 능력
57 t에 달하는 티거 중전차는 대부분의 다리를 건너기에 너무 무거워서, 초기형은 도하가 가능하게끔 하여 4미터의 깊은 물을 건널 수 있도록 설계되었다. 이로 인해 물 속에서의 통풍과 냉각을 위한 독특한 장치가 필요했다. 전방 위치에서 포탑과 대포를 잠그고 뒷쪽에는 큰 스노클(환기) 통이 세워지는 등, 설치에 최소한 하루가 소요되었다. 초도 생산분 128대만 이러한 4미터 도하체계가 있었고, 이후의 형태에서는 1~2미터의 물을 건널 수 있도록 설계되었다.

### 기동력
전차의 뒷부분에는 기관실이 있고, 그 양측 공간에는 연료탱크와 방열기와 환풍기가 있었다. 가솔린 엔진은 배기량 21리터의 V12 마이바흐(Maybach) HL 210 P45 엔진이며, 출력은 650마력이었다. 성능이 좋은 엔진이었으나, 티거에게 충분하지는 않았다. 963번째 티거부터는, 개량된 HL 230 P45(23리터) 엔진으로 바뀌었고, 700마력을 낼 수 있었다. 엔진은 V형태로, 두 개의 실린더 배열이 48도의 각도로 놓여 있었다. 관성 시동기가 오른쪽에 붙어 있었는데, 뒷쪽의 출입구를 통과한 사슬에 의해 구동되었다. 엔진은 차체 천장의 해치를 통해 들어올려질 수 있었다.
엔진은 앞쪽 사슬톱니(스프라켓)를 구동시켰는데, 사슬톱니는 꽤 낮은 곳에 부착되어 있었다. 11톤의 포탑은 엔진의 기계 구동장치로부터 동력을 공급받는 유압 모터를 사용하였다. 완전히 회전하는 데에는 1분 정도가 걸렸다. 완충장치는 16개의 토션바를 사용하였다. 공간 절약을 위해, 스윙암이 양쪽에 비대칭적으로 배치되었다. 각 스윙암에는 세 개의 로드휠이 있어 야지 운행을 용이하게 하였다. 휠은 지름이 800 mm 이고 양쪽 다 합해서 48개가 끼워져 있었다. 타이어가 유실되어 내부의 휠을 떼어내야 할 때(종종 발생했다)는 외부의 여러 휠을 같이 떼어내야 했다. 휠은 진흙이나 눈에 끼일 수 있었으며, 그러고는 굳어버렸다. 특히 가장 앞쪽의 휠이 진흙을 캐터필러 안쪽으로 끌어모아 넣는 역할을 하는 경우가 있어서 초기형 중에는 앞쪽 외부 휠 하나를 떼어낸 경우가 많았다. 결국 휠의 숫자를 줄여서 캐터필러 중간 쪽에만 휠이 달리도록 하고, 휠의 내부 회전 축에 고무가 설치되어 충격을 흡수하는 새로운 강철 휠이 설계, 대체되었다.
궤도는 일찍이 없었던 725 mm의 폭이었다. 철도 화물 운송 시 크기 제한에 맞추기 위해 바깥쪽 열의 휠을 제거하고 특수한 520 mm 폭의 수송 궤도가 설치되어야 했다. 숙련된 승무원에게는 궤도 교환에 20분이 걸렸다.

### 내부 구조
내부의 배치는 독일 전차의 전형을 따랐다. 앞쪽은 개방된 승무원 구역이었으며, 조종수와 통신병이 앞쪽, 변속장치의 한 쪽에 앉았다. 그 뒤에는 포탑 바닥이 연속적인 수평면을 형성하면서 패널에 둘러싸여 있었다. 이들은 장전수가 통상 궤도 위쪽에 적재되었던 탄약 회수를 보다 용이하게 하였다. 두 명이 포탑에 앉았다. 사수가 대포 좌측에, 지휘관이 그 뒤였다. 또한, 장전수를 위해 접이식 의자가 있었다. 포탑은 원형의 바닥과 머리 위로 157 cm의 공간이 있었다.

### 주포
포미(대포의 끝부분)와 사격통제장치는 그 유명한 독일 8,8-cm-FlaK 다목적 대공포에서 비롯되었다. 8,8-cm-KwK 36 L/56 전차포는 티거용으로 검토된 여러 전차포들 중 하나였으며, 티거 2의 8.8 cm 43호 전차포 L/71과 함께 제2차 세계 대전 중 가장 효과적이고 두려웠던 전차포에 속했다. 티거의 주포는 탄도가 매우 평평했고, 매우 정확한 자이스(Zeiss) TZF 9b 조준기를 갖고 있었다. 전시 영국에서 한 실험에서는, 약 1,100미터 거리에서 16"x18" 크기의 목표에 5발의 연속 적중을 기록하였다. 티거는 1,600미터보다 먼 거리에서 적 전차에 결정적인 타격을 주었다고 보고되었다. 예를 들면, 그 당시 미군의 M4 셔먼 초기형의 유효사거리가 180 m인 데 반해 티거는 유효사거리가 1,600 m였기 때문에 티거는 셔먼을 공격받지 않고 격파할 수 있었다. 어쨌든, 제2차 세계 대전의 전투는 대부분 훨씬 가까운 거리에서 벌어졌다.
사용 탄약은 다음과 같다.
- PzGr. 39 (APCBC)
- PzGr. 40 (APCR)
- Gr. 39HL (HEAT)
- Sch. Sprgr. Patr. L/4.5 (HE)

### 변속기
또 다른 새로운 특징은 마이바흐-올파 유압조정 자동변속기어와 반자동 변속장치였다. 전차의 극단적인 중량은 또한 새로운 조향장치를 필요로 하였다. 경차량의 클러치와 제동장치 설계 대신, 영국 '메르트-브라운'의 '단일 반경(sing radius)' 시스템의 변종이 사용되었다. 티거의 조향장치는 '이중 반경(twin radius)'의 형태였으며, 이는 양쪽 기어에 두개의 서로 다른 고정된 회전 반경이 가능함을 의미했고, 첫 번째 기어의 가장 작은 반경은 4 m였다.
전차는 8단의 변속 장치가 있어서, 16개의 서로 다른 회전반경을 갖게 되었다. 만일 작은 반경이 필요하다면, 전차는 브레이크를 사용하여 회전할 수 있었다. 조향 장치는 사용이 간편했고, 시대를 앞서 있었다. 어쨌든, 전차의 자동화된 특징은 아쉬운 점이 많이 남아 있었다. 움직일 수 없게 된 티거를 견인할 때에는, 엔진이 종종 과열되어 종종 엔진 고장을 일으키거나 불이 났고, 이 때문에 티거 전차는 규정에 의해 무력해진 동료를 견인하지 않도록 하였다. 낮은 곳에 부착된 스프라켓은 장애물 통과 높이를 제한했다. 궤도는 스프라켓 위로 올라가 움직일 수 없게 하는 경향이 있었다. 궤도가 바퀴를 벗어나거나 끼이면, 견인을 위해 두 대의 티거가 필요했다. 궤도가 움직이지 않는 것 자체도 큰 문제였다. 인장력이 세어서, 종종 궤도 핀을 빼내어 궤도를 분해하는 것이 불가능했다. 어떤 경우에는 폭약으로 떨어뜨리기도 했다. 독일의 표준 파모(Famo) 구난 견인 차량은 티거를 견인하지 못했으며, 한 대의 티거를 견인하기 위해서는 견인차량이 세 대까지 필요했다.

### 생산단가
티거의 가장 중요한 문제는 생산 단가가 30만 제국마르크로 높다는 것이었다. 제2차 세계 대전 중에 5만 대가 넘는 미국의 M4 셔먼 중형전차와 8만 4천 대의 소련의 T-34 중형전차가 제작되었으나, 티거 1은 1,357대, 티거 2는 489대가 제작되었다. 독일의 설계는 시간, 원료, 가격의 면에서 높은 대가를 요구했고, 티거 1 한 대를 생산하기 위해서는 당시 독일 중형전차인 4호 전차, 5호 전차 판터의 약 2배, 3호 돌격포의 4배의 비용이 들었다. 티거의 적수에 가장 가까운 연합군 중(重)전차로는 미국의 M26 퍼싱(전쟁 중 20대 생산)과 소련의 IS-2(전쟁 중 약 3,800대 생산)가 해당된다.

## 활약
티거 전차는 1942년 9월 23일 레닌그라드 공방전에서 처음 나타나 소련군 병사들 사이에서 일명 타이거 전차 공포증을 일으키며 그 위용을 자랑하였다. 당시 티거 전차는 그 어떤 소련군, 영국군, 미국군의 중(重)전차보다도 강력하였다. 연합군들은 티거 전차 1대를 격파하기 위해서는 최소 3대의 아군 전차를 희생하여야 겨우 격파할 수 있어서 상부는 "티거를 만나면 되도록 교전을 피하라"라고 했다. 기동성 또한 당대의 무거운 중(重)전차답지 않게 매우 우수했다. 하지만 영국군은 소수이긴 하나 M4 셔먼 중형전차를 개량해 17파운드 76.2mm 포를 장착한 셔먼 파이어플라이 전차로 대항했다. 게다가 티거는 강력한 성능 때문에 연합군의 주요 표적이 되었고, 미국과 영국 공군의 전폭기의 공습으로 전선에 도착하기 전에 손실되는게 다반사였다. 기계적 신뢰성은 타국의 전차들에 비해 뒤떨어지지 않거나 오히려 더 우수한 부분이 있었지만 제공권 상실과 타국의 전차들보다 생산량에서 워낙 열세한 관계로 비전투 손실이 더 부각되었다. 또한 티거 전차가 활동할 때의 제2차 세계 대전의 상황은 이미 나치 독일이 크게 밀리고 있는 상황이었기 때문에 고장을 일으킨 티거 전차를 수습하지 못하고 자폭시키거나 유기하는 경우가 많았다.
특히 미하엘 비트만 SS 대위가 단 한 대의 티거 1으로 단독 기습을 감행하여 영국 제7기갑사단의 선봉 전차부대에 괴멸적인 타격을 주었던 빌레르-보카쥬 전투로 유명하다.

## 티거 에이스
육군 상사 쿠르트 크니슈펠 전차 168대 이상 격파, SS 소위(하급돌격지도자) 마르틴 슈로이프 전차 161대 격파, 육군 중위 오토 카리우스 전차 150대 이상 격파, 육군 대위 요하네스 뵐터 전차 139~144대 격파, SS 대위(최고돌격지도자) 미하엘 비트만 전차 138대 격파 및 대전차포 132문 격파
이외에도 티거는 100대를 넘는 격파수를 기록한 독일의 전차 에이스를 14명 이상 배출했다.